# Демократична ліга Дарданії
Демократична ліга Дарданії (алб. Lidhja Demokratike e Dardanisë, LDD) — політична партія у Республіці Косово. Була створена у січні 2007 року колишнім спікером Асамблеї Косова Неджатом Даці після його невдалої спроби стати лідером Демократичної ліги Косова. Це консервативна і ліберально-консервативна партія і одна з найбільших правих партій у Косово [джерело?].
Демократична ліга Дарданії мала сім місць в Асамблеї Косова після відділення від Демократичної ліги Косова, але втратила всі свої місця у парламенті після виборів 2010 року.